# Giải vô địch bóng đá nữ châu Đại Dương 1998
Giải vô địch bóng đá nữ châu Đại Dương 1998 là Giải vô địch bóng đá nữ châu Đại Dương thứ sáu, diễn ra tại New Zealand từ 9 tháng 10 tới 17 tháng 10 năm 1998. Đây cũng là vòng loại khu vực châu Đại Dương của Giải vô địch bóng đá nữ thế giới 1999 ở Hoa Kỳ.

## Vòng bảng

### Bảng A
| Đội         | Đ | Tr | T | H | B | BT | BB |
| ----------- | - | -- | - | - | - | -- | -- |
| New Zealand | 6 | 2  | 2 | 0 | 0 | 35 | 0  |
| Fiji        | 3 | 2  | 1 | 0 | 1 | 5  | 14 |
| Samoa       | 0 | 2  | 0 | 0 | 2 | 0  | 26 |

| New Zealand | 21–0 | Samoa |
| ----------- | ---- | ----- |
|             |      |       |

| New Zealand | 14–0 | Fiji |
| ----------- | ---- | ---- |
|             |      |      |

| Fiji | 5–0 | Samoa |
| ---- | --- | ----- |
|      |     |       |

### Bảng B
| Đội              | Đ | Tr | T | H | B | BT | BB |
| ---------------- | - | -- | - | - | - | -- | -- |
| Úc               | 6 | 2  | 2 | 0 | 0 | 29 | 0  |
| Papua New Guinea | 3 | 2  | 1 | 0 | 1 | 9  | 8  |
| Samoa thuộc Mỹ   | 0 | 2  | 0 | 0 | 2 | 0  | 30 |

| Úc | 21–0 | Samoa thuộc Mỹ |
| -- | ---- | -------------- |
|    |      |                |

| Úc | 8–0 | Papua New Guinea |
| -- | --- | ---------------- |
|    |     |                  |

| Papua New Guinea | 9–0 | Samoa thuộc Mỹ |
| ---------------- | --- | -------------- |
|                  |     |                |

## Vòng đấu loại trực tiếp
|  | Bán kết                | Bán kết |                        |    | Chung kết | Chung kết |
|  |                        |         |                        |    |           |           |
|  | 15 tháng 10 – Auckland |         |                        |    |           |           |
|  |                        |         |                        |    |           |           |
|  | New Zealand            | 5       |                        |    |           |           |
|  | New Zealand            | 5       | 17 tháng 10 – Auckland |    |           |           |
|  | Papua New Guinea       | 0       |                        |    |           |           |
|  | Papua New Guinea       | 0       | New Zealand            | 1  |           |           |
|  | 15 tháng 10 – Auckland |         | New Zealand            | 1  |           |           |
|  |                        | Úc      | 3                      |    |           |           |
|  | Úc                     | Úc      | 3                      | 17 |           |           |
|  | Úc                     |         |                        | 17 |           |           |
|  | Fiji                   | 0       |                        |    |           |           |
|  | Fiji                   | 0       | Tranh hạng ba          |    |           |           |
|  |                        |         |                        |    |           |           |
|  | 17 tháng 10 – Auckland |         |                        |    |           |           |
|  |                        |         |                        |    |           |           |
|  | Papua New Guinea       | 7       |                        |    |           |           |
|  | Papua New Guinea       | 7       |                        |    |           |           |
|  | Fiji                   | 1       |                        |    |           |           |

### Bán kết
| New Zealand | 5–0 | Papua New Guinea |
| ----------- | --- | ---------------- |
|             |     |                  |

| Úc | 17–0 | Fiji |
| -- | ---- | ---- |
|    |      |      |

### Tranh hạng ba
| Papua New Guinea | 7–1 | Fiji |
| ---------------- | --- | ---- |
|                  |     |      |

### Chung kết
| New Zealand | 1–3 | Úc |
| ----------- | --- | -- |
|             |     |    |

| Vô địch Giải vô địch bóng đá nữ châu Đại Dương 1998 |
| --------------------------------------------------- |
| · Úc · Lần thứ hai                                  |